# Kazaszka reka
Kazaszka reka (bułg. Казашка река) – wieś w północno-wschodniej Bułgarii, w obwodzie Warna, w gminie Awren. Według danych Narodowego Instytutu Statystycznego, 31 grudnia 2012 roku wieś liczyła 229 mieszkańców.